# Egon Berliner
Egon Friedrich Berliner (* 9. Mai 1923 in Wien; † 4. April 1945 in Graz) war ein österreichisch-britischer Offizier beim britischen Geheimdienst und Widerstandskämpfer im Deutschen  Reich. Berliner hieß ab 1943 Michael O’Hara und hatte die Decknamen Friedrich Knoll, F. M. Chirgwin und Frederico Hofer.
Egon Berliner war der Sohn des aus Warschau stammenden jüdischen, später zum römisch-katholischen Glauben konvertierten Bankmanagers Egon Berliner und Maria Humer, einer Inhaberin eines Modesalons. Berliner besuchte die Realschule in Wien und wurde nach dem Anschluss vom Schulbesuch ausgeschlossen. 1939 floh er aus politischen und „rassischen“ Gründen nach Großbritannien. In Cornwall arbeitete er als Mechaniker, wurde aber als Enemy Alien im Jahr 1940 zuerst interniert und dann nach Kanada verschifft.
Im Jahr 1941 meldete er sich zum Pioneer Corps und konnte nach England zurückkehren. Vorerst Fahrer bei den  Royal Engineers war er danach Mechaniker beim Royal Army Service Corps und bei den Royal Electrical and Mechanical Engineers.
Im Frühjahr 1943 wurde er von den Special Operations Executive (SOE) rekrutiert. Anfang Juni 1944 wartete er in Süditalien auf seinen Einsatz hinter den deutschen Linien. Im Rahmen der Operation Icecream sprang er Ende Juli mit zwei Italienern bei Mantua per Fallschirm ab. Diese Operation bedeutete seine Beförderung zum Leutnant. Von Mantua sollte er über Bozen nach Innsbruck weiter vordringen, um kommunistische Widerstandskämpfer zu unterstützen.
Nach dem Absprung verlor er aber den Kontakt zu seinen Kameraden und galt lange Zeit als vermisst. Erst im Oktober tauchte er bei der Basis in Bari wieder auf. Im Februar 1945 sollte er im Rahmen der Operation Evansville allein den Kontakt zu den sozialdemokratischen Widerstandskämpfern herstellen. Zu diesem Zweck sprang er nahe Graz ab. Das misslang aber und er versuchte sich zu den slowenischen Partisanen durchzuschlagen. Bei diesem Versuch wurde er jedoch von den Deutschen gefangen genommen und von der Gestapo schwer misshandelt.
In der SS-Kaserne Wetzelsdorf wurde er knapp vor Kriegsende am 4. April 1945 liquidiert.